# Кузьминець
Кузьминець — селище в Україні, у Калуському районі Івано-Франківської області. Входить до складу Перегінської селищної громади. Колишній орган місцевого самоврядування — Осмолодська сільська рада. Населення становить 85 осіб (станом на 2001 рік).
Поблизу селища розташоване заповідне урочище «Береги».

## Населення

### Мова
Розподіл населення за рідною мовою за даними перепису 2001 року:
| Мова       | Кількість | Відсоток |
| ---------- | --------- | -------- |
| українська | 85        | 100%     |